# Astilpnus multistriolatus
Astilpnus multistriolatus es una especie de coleóptero de la familia Silvanidae.

## Distribución geográfica
Habita en Sicilia y África del Norte.